# Neutronenstrahlung
Neutronenstrahlung ist eine ionisierende Teilchenstrahlung, die aus freien Neutronen (mit u. U. verschiedenen kinetischen Energien) besteht.
Da Neutronen elektrisch neutral sind, haben die Ladungen von Atomkernen und Elektronen auf ihre Bewegung keinen Einfluss. Neutronenstrahlung durchdringt Materie deshalb relativ leicht. Umgekehrt bewirkt diese Eigenschaft, dass sie sich schlecht abschirmen lässt.
Der ionisierende Effekt entsteht indirekt, meist durch Anstoßen leichter Atomkerne bzw. deren Bestandteile (z. B. Protonen), die dann ihrerseits ionisierend wirken. Durch derartige Stöße geben die Neutronen Energie ab und werden langsamer. Eine Substanz, die besonders geeignet ist, Neutronen zu verlangsamen, nennt man Neutronenmoderator. In der Kerntechnik wird der Begriff üblicherweise auf jene Isotope begrenzt, welche zusätzlich zu ihrer Eigenschaft als Moderator nur wenige Neutronen absorbieren. Je leichter das Atom ist, umso größer ist der Anteil der Energie, der vom Kern bei einem Stoß aufgenommen wird. Durch diese Energieabgabe werden schnelle Neutronen zu thermischen Neutronen.
Die Hauptwirkung von langsamen, vor allem thermischen Neutronen beruht auf ihrer Fähigkeit, sich an Atomkerne anzulagern (Neutroneneinfang). Dabei bildet sich ein Isotop des einfangenden Atoms mit einer um 1 erhöhten Massenzahl. Viele dieser so entstandenen Isotope sind radioaktiv, so dass noch sehr lange nach einer Neutronenbestrahlung (je nach Halbwertszeit des Isotops) durch den Zerfall ionisierende Strahlung auftreten kann. Umgekehrt können radioaktive Isotope durch Einfang eines Neutrons in stabile Isotope umgewandelt werden und langlebige radioaktive Isotope in kurzlebige oder umgekehrt.
Der Einfang eines Neutrons ist üblicherweise ein exothermer Prozess. Die dabei frei werdende Energie äußert sich zunächst in der Versetzung des neu gebildeten Kerns in einen angeregten Zustand. Üblicherweise wird diese Energie in Folge durch ein Gamma-Quant wieder abgegeben. Bei einigen wenigen Kernen (zum Beispiel 235U) ist der angeregte Zustand derartig instabil, dass es zu einer weiteren Kernreaktion kommen kann (im Falle von 235U bei circa 84 % der Einfänge thermischer Neutronen), bei der noch bedeutend größere Mengen Energie freigesetzt werden können. Im Falle von 235U ist diese Reaktion die Kernspaltung, welche ihrerseits wieder Neutronen freisetzt und damit eine Kettenreaktion bilden kann.
Der freie Zustand des Neutrons endet nach kürzester Zeit immer mit einem Neutroneneinfang oder einer anderen Kernreaktion. Nur im Hochvakuum hat ein freies Neutron eine „Chance“, seinen radioaktiven Zerfall zu „erleben“.

Aufbau eines Neutrons. Es besteht aus einem 1 Up- und 2 Down-Quarks. Die „Farb“zuordnung der einzelnen Quarks ist beliebig, es müssen jedoch alle drei Farben vorhanden sein. Kräfte zwischen Quarks werden durch Gluonen vermittelt.

## Nutzung
In der Materialforschung werden Neutronenstrahlen eingesetzt, um die atomare oder molekulare Struktur von Festkörpern zu bestimmen (Neutronenstreuung). Zur Überwachung der Unterkritikalität eines Kernreaktors kann die Neutronenstrahlung z. B. einer Radium-Beryllium-Neutronenquelle verwendet werden. Bei der Strahlentherapie wurde versucht, Krebszellen mit Neutronenstrahlen abzutöten; wegen der Nebenwirkungen im gesunden Gewebe wird dies nur noch selten angewandt.
Siehe auch: Forschung mit Neutronen

## Nachweis
Neutronenstrahlung wird durch die Wechselwirkung der Neutronen mit dem Detektormaterial nachgewiesen. Es gibt Neutronendetektoren für schnelle und für langsame Neutronen. Schnelle Neutronen werden in vielen Fällen jedoch nachgewiesen, indem sie zunächst auf thermische Energien moderiert werden. Dieses Prinzip findet zum Beispiel Anwendung im Bonner-Kugelspektrometer, bei dem mehrere verschieden große kugelförmige Moderatoren verwendet werden, um unterschiedlich schnelle Neutronen zu moderieren und so die Energieverteilung der Neutronen zu bestimmen. Die äußere Exposition von Personen gegenüber Neutronenstrahlung wird mit Albedodosimetern bestimmt, die die Moderation und Rückstreuung der Neutronen im menschlichen Körper nutzen. Neutronenemitter, die in den menschlichen Körper inkorporiert worden sind, werden entweder in den Ausscheidungen durch radioanalytisch-chemische Verfahren bestimmt oder mit einem Ganzkörperzähler über die Gammastrahlung, die durch Wechselwirkung der Neutronen im Körper entsteht, gemessen.

## Schädliche Wirkung auf Lebewesen
Die wichtigste Schadwirkung schneller Neutronen in lebendem Gewebe ist die elastische Streuung an Wasserstoff. Sie erzeugt Rückstoßprotonen, die ihrerseits stark ionisierend und damit im Gewebe schädlich wirken. Eine indirekte Schädigung durch thermische Neutronenstrahlung kommt durch die Gammastrahlung zustande, die beim Einfang des Neutrons an Wasserstoff entsteht: 1H + n → 2H + 2,2 MeV.
Die Schädlichkeit von Neutronenstrahlung wird durch die hohen Strahlungswichtungsfaktoren {\displaystyle \mathrm {w_{R}} } der deutschen Strahlenschutzverordnung mit Werten von 5 bis 20 berücksichtigt.
Schnelle wie auch thermische Neutronenstrahlung kann stabile Atomkerne durch Kernreaktionen in radioaktive Atomkerne umwandeln – dies ist die sogenannte Aktivierung.

## Schädliche Wirkung auf strukturelle Werkstoffe
Neutronenstrahlung hat im Allgemeinen einen negativen Einfluss auf strukturelle Materialien wie Stahl (siehe Strahlenschaden). Neutronen erzeugen durch Streuung an Atomkernen Defekte im Kristallgitter, die meist zur Versprödung des Materials führen. Auch die Aktivierung und die damit verbundene Umwandlung von Legierungsbestandteilen können sich (meist negativ) auf die Materialeigenschaften auswirken. Diese Prozesse treten besonders an Orten mit sehr hoher Neutronenfluenz auf wie etwa Reaktordruckbehältern, deren Einbauten und den Brennstabhüllen. In Fusionsreaktoren treten ähnlich große Neutronenfluenzen auf, wobei hier auch noch die Energie der Neutronen besonders hoch ist. Daher ist die Werkstoffentwicklung für künftige Fusionskraftwerke eine große Herausforderung.

## Abschirmung
Eine Abschirmung gegen Neutronenstrahlung nutzt meist eine Kombination physikalischer Effekte und ist aus mehreren Materialien in Schichten aufgebaut. Ein Moderator, zum Beispiel Wasser, Paraffin, Graphit oder Kunststoff, bremst schnelle freie Neutronen ab. Thermische Neutronen werden beispielsweise von Cadmium oder Bor absorbiert. Die begleitende Gammastrahlung wird insbesondere durch entsprechend starke Beton-, Stahl- und Bleischichten reduziert.